# Феноменологічне рівняння кінетики
Феноменологічне рівняння кінетики (англ. phenomenological equation, рос. феноменологическое соотношение) — рівняння, що описує термодинамічний потік {\displaystyle J} як функцію термодинамічних чинників (імпульсів) {\displaystyle X_{i}} або навпаки: описує залежність термодинамічного чинника від наявних у системі потоків. У лінійній термодинаміці незворотних процесів має вигляд 
{\displaystyle J_{i}=\sum _{k}L_{ik}X_{k},}
де {\displaystyle L_{ik}} — феноменологічний множник, підсумовування здійснюється по k.